# حيدر علييف الابن
حيدر إلهام أوغلو علييف (بالأذرية: Heydər İlham oğlu Əliyev) (مواليد 3 أغسطس 1997) هو الابن الوحيد للرئيس الأذربيجاني الحالي إلهام علييف وزوجته مهريبان علييفا، التي تشغل حاليًا منصب نائب رئيس أذربيجان منذ عام 2017.